# Liste Swadesh du bangala
Liste Swadesh de 207 mots en français et en bangala (à compléter).

## Présentation
Développée par le linguiste Morris Swadesh comme outil d'étude de l'évolution des langues, elle correspond à un vocabulaire de base censé se retrouver dans toutes les langues. Il en existe diverses versions, notamment :
- une version complète de 207 mots, dont certains ne se retrouvent pas dans tous les environnements (elle contient par exemple serpent et neige),
- une version réduite de 100 mots.

Il ne faut pas considérer cette liste de mots comme un lexique élémentaire permettant de communiquer avec les locuteurs de la langue considérée. Son seul but est de fournir une ouverture sur la langue, en en présentant des bases lexicales et si possible phonétiques.

## Liste
| No  | français                  | bangala bangála                                  |
| 1   | je                        |                                                  |
| 2   | tu, vous (formel)         |                                                  |
| 3   | il                        |                                                  |
| 4   | nous                      |                                                  |
| 5   | vous (pluriel)            |                                                  |
| 6   | ils                       |                                                  |
| 7   | ceci, celui-ci            | óyo                                              |
| 8   | cela, celui-là            | wâná                                             |
| 9   | ici                       | áwa                                              |
| 10  | là                        | kúná, wâná                                       |
| 11  | qui                       | náni (interrogatif)                              |
| 12  | quoi                      | níni (interrogatif)                              |
| 13  | où                        | wápi (interrogatif)                              |
| 14  | quand                     | tángu, tángo (interrogatif)                      |
| 15  | comment                   | ɓóníɓóní, ɓúníɓúní (interrogatif)                |
| 16  | ne ... pas                | ... tɛ́                                           |
| 17  | tout                      | nyɔ́sɔ                                            |
| 18  | beaucoup                  | míngi                                            |
| 19  | quelques                  |                                                  |
| 20  | peu                       | mukɛ́, mɔkɛ́                                       |
| 21  | autre                     | musúsu                                           |
| 22  | un                        | mɔ́kɔ́                                             |
| 23  | deux                      | míɓalí, dé (années)                              |
| 24  | trois                     | mísáto                                           |
| 25  | quatre                    | míne, kátrɛ                                      |
| 26  | cinq                      | mítáno, páta                                     |
| 27  | grand                     | mulaí, mukrú, mukúrú, munɛ́nɛ, mɔnɛ́nɛ             |
| 28  | long                      | mulaí                                            |
| 29  | large                     | mulaí                                            |
| 30  | épais                     | búsúbusu, kpákí, munɛ́nɛ, mɔnɛ́nɛ                  |
| 31  | lourd                     | kiló, molito, mulito, muzíto, tóni               |
| 32  | petit                     | békúsé, fíkífíkí, mukɛ́, mɔkɛ́                     |
| 33  | court                     | békúsé, mukúsé                                   |
| 34  | étroit                    | mukɛ́, mɔkɛ́                                       |
| 35  | mince                     | bɛlɛbɛlɛ, fɛkɛfɛkɛ, fíkífíkí, kangékangé         |
| 36  | femme                     | mukárí, mwásí                                    |
| 37  | homme (mâle adulte)       | molómé                                           |
| 38  | homme (être humain)       | mutu                                             |
| 39  | enfant                    | mutɔ́tɔ, mwǎna                                    |
| 40  | femme (épouse)            | bolóngani, mukárí, mwási                         |
| 41  | mari                      | bolóngani, muɓáli                                |
| 42  | mère                      | mamá                                             |
| 43  | père                      | babá, papá, tatá                                 |
| 44  | animal                    | nyama                                            |
| 45  | poisson                   | mbísi, samáki                                    |
| 46  | oiseau                    | ndɛkɛ                                            |
| 47  | chien                     | ɛ́mbwa, gbógbó                                    |
| 48  | pou                       | sili                                             |
| 49  | serpent                   | nyɔ́ka                                            |
| 50  | ver                       | kpɔ́tɔ                                            |
| 51  | arbre                     | ndeté, nzeté                                     |
| 52  | forêt                     | zámba                                            |
| 53  | bâton                     | ndeté, nzeté                                     |
| 54  | fruit                     | mbuma                                            |
| 55  | graine                    | nyǎ, tiría, telía, tilía                         |
| 56  | feuille (d'un végétal)    | kásá                                             |
| 57  | racine                    | mosisá, tína                                     |
| 58  | écorce                    | kpɔtɔ, pɔsɔ                                      |
| 59  | fleur                     | feléle                                           |
| 60  | herbe                     | matíti, mayáni                                   |
| 61  | corde                     | kámba, mugbɛ́lɛ́, munyɔlɔ́lɔ, manyɔrɔ́rɔ, singa      |
| 62  | peau                      | kpɔtɔ, pɔsɔ                                      |
| 63  | viande                    | musuni, nyama                                    |
| 64  | sang                      | makíra, makilá                                   |
| 65  | os                        | mukúa                                            |
| 66  | graisse                   | mafúta                                           |
| 67  | œuf                       | makiá, mayáya, párákɔ́ndɔ́                         |
| 68  | corne                     | gbǎngá, lisɛ́kɛ́                                   |
| 69  | queue (d'un animal)       | kɔndɔ́, mokíla, mɔkɔndɔ́                           |
| 70  | plume (d'un oiseau)       | mayáni                                           |
| 71  | cheveux                   | súki                                             |
| 72  | tête                      | mutú                                             |
| 73  | oreille                   | masikíyo                                         |
| 74  | œil                       | míso, mísu                                       |
| 75  | nez                       | sɔ́ngɔ́                                            |
| 76  | bouche                    | munɔkɔ, mɔnɔkɔ                                   |
| 77  | dent                      | mɛ́nɔ, pɛ́mbɛ́                                      |
| 78  | langue (organe)           | ɗáɗá, ɛɗáɗá                                      |
| 79  | ongle                     | manzáka, manjáka, nzɔ́ngɔ́lɔ́nzɔ́                    |
| 80  | pied                      | gbagaza, magɔrɔ, magulu                          |
| 81  | jambe                     | magɔrɔ, magulu                                   |
| 82  | genou                     | digbá, maɓɔ́lɔ́ngɔ́                                 |
| 83  | main                      | maɓɔ́kɔ                                           |
| 84  | aile                      | mapapá, mapapú                                   |
| 85  | ventre                    | liɓumu, sɔpɔ́                                     |
| 86  | entrailles, intestins     | sɔpɔ́                                             |
| 87  | cou                       | kíngó                                            |
| 88  | dos                       | gongú, magɔngɔ, mɔkɔngɔ                          |
| 89  | poitrine                  | panzí, pɛ́njɛ́                                     |
| 90  | cœur (organe)             | mɔtɛ́ma                                           |
| 91  | foie                      | fɔkɔfɔkɔ, lifwǎ, moɓáli                          |
| 92  | boire                     | kumila, kumɛla                                   |
| 93  | manger                    | kulía                                            |
| 94  | mordre                    | kukáta, kulúma, kusuá                            |
| 95  | sucer                     | kuɗanda                                          |
| 96  | cracher                   | kutupa                                           |
| 97  | vomir                     | kusánza                                          |
| 98  | souffler                  | kupɛpa, kupulisa                                 |
| 99  | respirer                  | kupima                                           |
| 100 | rire                      | kusika, kusɛka                                   |
| 101 | voir                      | kumúna, kumɛ́na, kumɔ́na                           |
| 102 | entendre                  | kuúka                                            |
| 103 | savoir                    | kuíba, kuzába                                    |
| 104 | penser                    | kuɓánza, kukanisa                                |
| 105 | sentir (odorat)           | kunúsa                                           |
| 106 | craindre                  | kuɓánga                                          |
| 107 | dormir                    | kulála                                           |
| 108 | vivre                     | kuvánda                                          |
| 109 | mourir                    | kukúfa, kukáta mɔtɛ́ma                            |
| 110 | tuer                      | kuɓuma, kuɓúngula                                |
| 111 | se battre                 | kuɓunda, kupikana                                |
| 112 | chasser (le gibier)       |                                                  |
| 113 | frapper                   | kuɓɛ́ta, kuɓúla, kupika                           |
| 114 | couper                    | kukákata, kukáta                                 |
| 115 | fendre                    | kupasula                                         |
| 116 | poignarder                |                                                  |
| 117 | gratter                   | kukpɛra, kuvɔta                                  |
| 118 | creuser                   | kutímula                                         |
| 119 | nager                     | kunyanya, kuwágia                                |
| 120 | voler (dans l'air)        | kupumbwa                                         |
| 121 | marcher                   | kutámbula                                        |
| 122 | venir                     | kubia, kuía, kuúta                               |
| 123 | s'étendre, être étendu    | kulálisana (action)                              |
| 124 | s'asseoir, être assis     | kuvánda, kufánda, kukisa (action), kukisa (état) |
| 125 | se lever, se tenir debout | kulamuka, kusimama, kutílima, kutɛ́lɛma (action)  |
| 126 | tourner (intransitif)     | kupindɔla                                        |
| 127 | tomber                    | kukpía                                           |
| 128 | donner                    | kugaba, kupɛ́sa                                   |
| 129 | tenir                     | kukamata                                         |
| 130 | serrer, presser           | kukangisa                                        |
| 131 | frotter                   |                                                  |
| 132 | laver                     | kusukula                                         |
| 133 | essuyer                   | kupangusa, kupangisa                             |
| 134 | tirer                     | kubinda, kukɔkɔta                                |
| 135 | pousser                   | kusukuma, kutíndika                              |
| 136 | jeter, lancer             | kuɓwáka                                          |
| 137 | lier                      | kuwámbisa                                        |
| 138 | coudre                    | kusuna, kusɔna                                   |
| 139 | compter                   | kutánga                                          |
| 140 | dire                      | kuluɓa                                           |
| 141 | chanter                   | kunzɛ́mba, kuyémba                                |
| 142 | jouer (s'amuser)          | kusakana, kusana                                 |
| 143 | flotter                   | kuwágia                                          |
| 144 | couler (liquide)          |                                                  |
| 145 | geler                     |                                                  |
| 146 | gonfler (intransitif)     | kuvímba                                          |
| 147 | soleil                    | múní, móní, múi                                  |
| 148 | lune                      | sánzá, sɛ́nzá                                     |
| 149 | étoile                    | minzóto, nyongi, yongi, nyɔ́ta                    |
| 150 | eau                       | mái, maliɓa                                      |
| 151 | pluie                     | mbúla                                            |
| 152 | rivière                   | mái, maliɓa                                      |
| 153 | lac                       | tanganíka                                        |
| 154 | mer                       | etíma, mbu                                       |
| 155 | sel                       | munaná, munɛnɛ́, múngba, tíkpɔ́                    |
| 156 | pierre                    | liɓángá, liɓugú, liɓogó                          |
| 157 | sable                     | kɛ́nzɛ, mbúmɛ́, zélo                               |
| 158 | poussière                 | putrú, putulú                                    |
| 159 | terre (sol)               | maɓelé                                           |
| 160 | nuage                     | mapata                                           |
| 161 | brouillard                | kungúku, matútú                                  |
| 162 | ciel                      | lɔ́ra                                             |
| 163 | vent                      | mupɛpɛ                                           |
| 164 | neige                     |                                                  |
| 165 | glace                     |                                                  |
| 166 | fumée                     | múlinga                                          |
| 167 | feu                       | mɔ́tɔ                                             |
| 168 | cendre                    | liburú, putrú, putulú                            |
| 169 | brûler (intransitif)      | kupila, kupɛla, kuzíka, kuzíga                   |
| 170 | route                     | ɓalaɓála, barabára, zeró                         |
| 171 | montagne                  | gangalá, ngúmbá, ngɔ́mbá                          |
| 172 | rouge                     | mutání                                           |
| 173 | vert                      | moɓísi, mogugu                                   |
| 174 | jaune                     | manzánɔ                                          |
| 175 | blanc                     | kɛ́sɛ́kɛ́sɛ́, pɛ́, pɛ́mbɛ́                              |
| 176 | noir                      | ɓépí, dígídígí, muíndu, muíndo                   |
| 177 | nuit                      | bítímá, ɓutú                                     |
| 178 | jour                      | mukɔlɔ, mukɔrɔ, múní, móní, múi, zúru            |
| 179 | an, année                 | mbúla, ané                                       |
| 180 | chaud (température)       | kuzúnga (chauffer)                               |
| 181 | froid (température)       | pío                                              |
| 182 | plein                     | má, mɛkɛ́                                         |
| 183 | nouveau                   | sika                                             |
| 184 | vieux                     | kala, zamáni                                     |
| 185 | bon                       | malámu, muzúri, ngóni                            |
| 186 | mauvais                   | mabé                                             |
| 187 | pourri                    | kumbanga, kupula, kupɔla (pourrir)               |
| 188 | sale                      | kukpaɗa, kupɔta (salir)                          |
| 189 | droit (rectiligne)        | alimá, sawasáwa                                  |
| 190 | rond                      | kílíkílí                                         |
| 191 | tranchant                 | kupila, kupɛla (être tranchant)                  |
| 192 | émoussé                   | gbututu                                          |
| 193 | lisse                     | landalanda, lɛndɛlɛndɛ                           |
| 194 | mouillé, humide           | kupula, kupɔla (être mouillé)                    |
| 195 | sec                       | kukauka (sécher)                                 |
| 196 | juste, correct            | alimá, sawasáwa                                  |
| 197 | près                      | pembéni, pɛnɛpɛnɛ, pɛnɛ                          |
| 198 | loin                      | musíká                                           |
| 199 | droite                    | drwáte                                           |
| 200 | gauche                    | gósi                                             |
| 201 | à                         | o, na                                            |
| 202 | dans                      | o, na                                            |
| 203 | avec (ensemble)           | na                                               |
| 204 | et                        | na, pé                                           |
| 205 | si (condition)            | sɔ́kɔ́, sɔ́kí                                       |
| 206 | parce que                 | zambí                                            |
| 207 | nom                       | kɔ́mbɔ́                                            |

Orthographe :
- L'orthographe des noms est donnée au singulier, sauf dans le cas d'un nom uniquement pluriel.